# Iwan Gorbienko
Iwan Iwanowicz Gorbienko (ros. Иван Иванович Горбенко, ur. 1903 w guberni jekaterynosławskiej, zm. w grudniu 1985) – funkcjonariusz radzieckich służb specjalnych, generał major.

## Życiorys
Członek WKP(b), od 8 stycznia 1939 do 30 stycznia 1940 szef Zarządu Milicji Robotniczo-Chłopskiej NKWD Ukraińskiej SRR w stopniu starszego majora milicji, następnie komisarza milicji 3 rangi. Od 30 stycznia 1940 do 7 maja 1943 zastępca ludowego komisarza spraw wewnętrznych Ukraińskiej SRR, od 7 maja 1943 do 1 września 1950 szef Zarządu NKWD/MWD obwodu rostowskiego, komisarz bezpieczeństwa państwowego, a od 9 lipca 1945 generał major.

## Odznaczenia
- Order Czerwonego Sztandaru (1942)
- Order Czerwonego Sztandaru Pracy (19 września 1952)
- Order Czerwonej Gwiazdy (26 kwietnia 1940)